# Anatololacerta danfordi
Anatololacerta danfordi е вид влечуго от семейство Гущерови (Lacertidae). Видът е незастрашен от изчезване.

## Разпространение
Разпространен е в Турция.

## Описание
Популацията на вида е стабилна.